# 莎拉·查尔德瑞斯·波尔克
莎拉·波尔克（英語：Sarah Polk，闺名：查尔德瑞斯，1803年9月4日—1891年8月14日）在1845至1849年间为美国第一夫人，第十一任美国总统詹姆斯·诺克斯·波尔克的妻子。

## 早年生活与教育

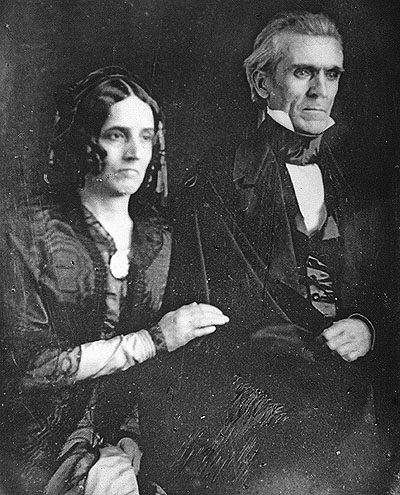
莎拉与詹姆斯·诺克斯·波尔克

莎拉出生于1803年，母亲为伊丽莎白·怀泽特，父亲是乔尔·查尔德瑞斯，一位种植者、商人以及地主，莎拉在六个孩子中排行第三。相较于当时当地的其他女性，她受到了良好的教育，于1817年进入到北卡罗莱纳州溫斯頓-撒冷的摩拉维亚塞伦学院学习。
莎拉·查尔德瑞斯在田纳西州默弗里斯伯勒塞缪尔·P·布莱克的家中接受教育时与詹姆斯·诺克斯·波尔克相遇，当时她12岁，波尔克19岁。他们在1820年代早期，波尔克进入州议会后开始正式认识。在他向莎拉求爱不久之后，据说安德鲁·杰克逊曾称她“富有、漂亮、有雄心，且有智慧”，并催促波尔克与她结婚。1823年两人订婚，次年元旦，在新娘父母于默弗里斯伯勒附近种植园的家中结婚。
两人在25年的婚姻中一直没有孩子，通常认为是因为波尔克进行过膀胱结石手术而无法生育。他们曾抚养了一个侄子，小马歇尔·泰特·波尔克（1831年–1884年），几年之后，詹姆斯·波尔克将其送到了哥伦比亚特区的一所学校，后送至乔治城大学。在丈夫去世后，莎拉抚养了外甥女莎拉·波尔克·福尔。

## 政治生涯

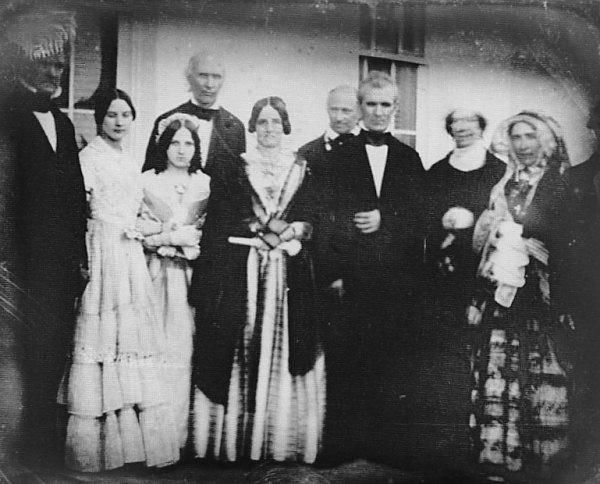
波尔克夫妇与国务卿詹姆斯·布坎南以及前第一夫人多莉·麦迪逊一起站在白宫门廊

在其政治生涯中，莎拉协助丈夫进行演讲，在政务中提供建议并活跃于其运动之中。在约翰·昆西·亚当斯、安德鲁·杰克逊以及马丁·范布伦执政时期，莎拉在华盛顿作为国会议员的妻子，十分享受自己的社会责任。1830年衬裙事件期间，她冒险与丈夫的导师杰克逊发生冲突，加入到对佩吉·伊顿的社会排斥中。但她仍旧与伊顿会面，不像其他副总统约翰·卡德威尔·卡尔霍恩的妻子弗洛麗德·卡爾霍恩以及其他内阁成员的妻子一样。
1845年，莎拉·波尔克成为第11任美国第一夫人。她活泼、迷人、聪明、健谈。波尔克总统有时与她讨论政策问题。虽然她很喜欢政治，但她也告诫丈夫其没有那么强大，反对过度劳累。她是一位虔诚長老宗信徒，作为第一夫人，她在官方招待会上禁止跳舞、纸牌游戏和烈酒。与朱丽娅·泰勒的华尔兹不同，莎拉·波尔克的娱乐皆稳重而清醒，使得这位第一夫人获得了“撒哈拉·莎拉（Sahara Sarah）”的绰号。尽管一些报道称波尔克家从未提供过酒，但一位国会议员的妻子在其日记中记录的一次白宫晚餐中有多种酒类。

## 晚年生活

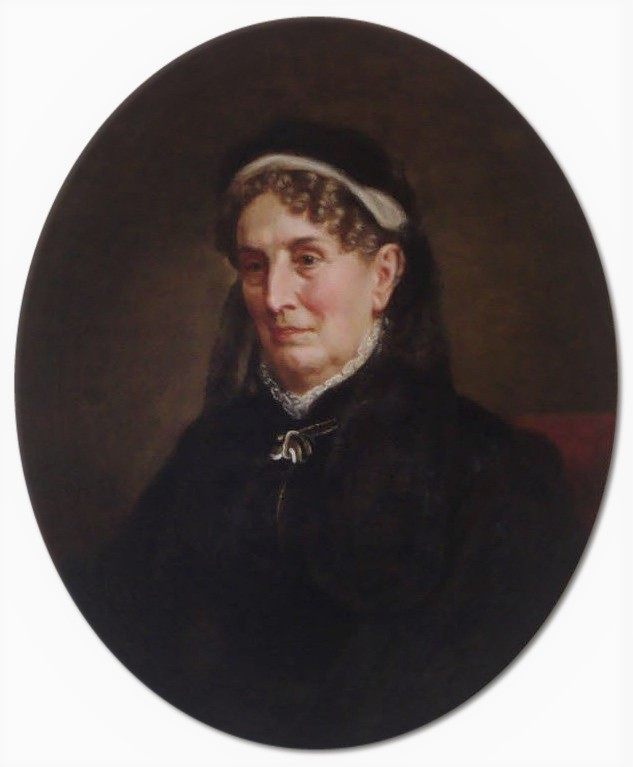
晚年的波尔克，乔治·杜里绘制

在出席过1845年3月5日扎卡里·泰勒的就职典礼后，波尔克夫妇骑马及搭乘马车离开，前往位于纳什维尔的新家。但到达之后，新家尚未完全完工。二人又离开前往田纳西州的哥伦比亚，和她的继母度过了两个星期，之后又和家人在莫非斯堡度过几天，尔后返回纳什维尔。三个月后，詹姆斯·波尔克因霍亂去世，成为退休后度过时间最短的美国总统莎拉·波尔克在其余生中几乎足不出户，成了一位隐居者。直到丈夫去世几年后她才开始会客。在守寡期间，她会见了一些杰出与受欢迎的客人，如阿布拉姆·休伊特、爱德华·库珀、约翰·C·卡尔霍恩二世、约翰·卡特隆、乔治·班克罗夫特，还包括美国总统拉瑟福德·伯查德·海斯与格罗弗·克利夫兰。

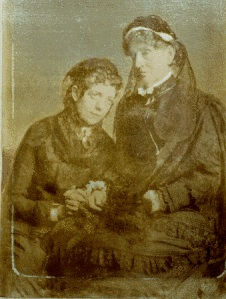
莎拉和她的外甥女萨利

丈夫 刚去世之后，莎拉就非正式地领养了自己的外甥女莎拉·波尔克·杰顿，昵称为“萨利（Sallie）”，并视若己出，当作自己的女儿。她们住在一起，直到1891年莎拉去世。
莎拉在其守寡期间遇到了小小的财政困难。她最初的经济来源是继承自丈夫的种植园，但在1861年被迫卖掉。之后她从弟弟约翰·查尔德瑞斯那里接受资助，1884年起，联邦政府每年为其发放5,000美元的养老金，直至她去世。

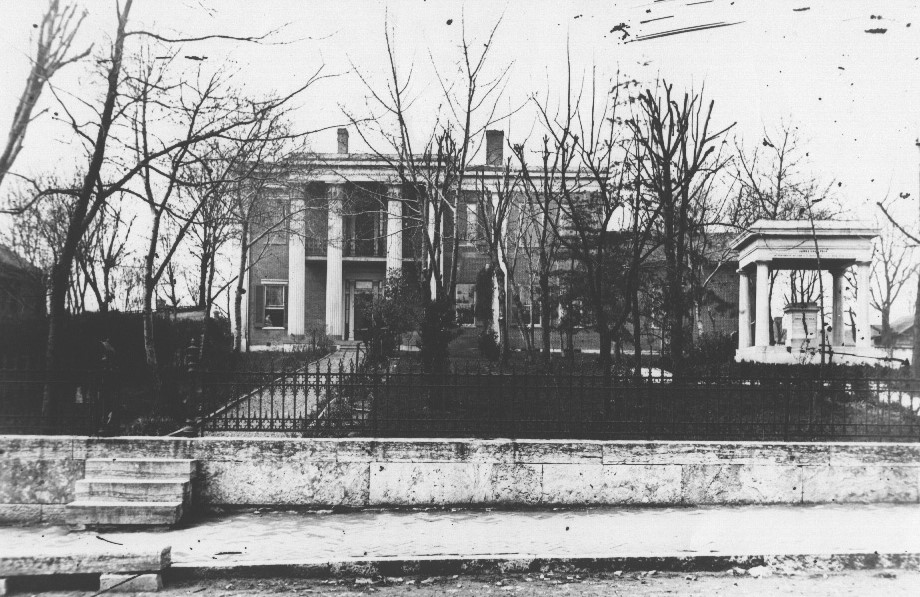
波尔克的住宅

南北战争期间，波尔克保持中立。因多位联邦军长官，包括唐·卡洛斯·布尔、乔治·亨利·托马斯、尤利西斯·辛普森·格兰特、威廉·特库姆塞·舍曼等人的拜访，其更倾向于联邦。不过作为一位传统的南方妇女，她也在邦联将军拜访时表达了对邦联的同情。莎拉在纳什维尔守寡了超过42年，在前第一夫人中，其退休及守寡的时间都为最长。她还时常穿着黑衣，如同一位真正的维多利亚寡妇。她去莫非斯堡拜访了弟弟，后者的女儿嫁给了田纳西州州长约翰·C·布朗。她也时常去拜访住在贝尔蒙特的密友阿德利西亚·阿克伦。

## 去世
波尔克于1891年8月14日去世，距其88岁生日仅剩不到一个月。死后，她起初葬于纳什维尔家中丈夫的旁边，后又在1901年波尔克家被拆除时一起迁至田纳西州议会大厦。波尔克将宅中的物品留给了外甥女莎拉·波尔克·福尔。

## 延伸阅读
- Bumgarner, John R. . Jefferson, N.C.: McFarland. 1997. ISBN 9780786403660. （页面存档备份，存于）
- Claxton, Jimmie Lou Sparkman. . New York, N.Y.: Vantage Press. 1972. ISBN 9780533002221. （页面存档备份，存于）
- Peterson, Barbara Bennett. . Huntington, N.Y.: Nova History Publications. 2002. ISBN 9781590331453.
- Greenberg, Amy S. . New York: Alfred A. Knopf. 2019. ISBN 9780385354134. OCLC 1028606805.